# Aixot Anastassian
Aixot Anastassian (en armeni: Աշոտ Անաստասյան; 16 de juliol de 1964 — 26 de desembre de 2016) fou un jugador d'escacs armeni, que tingué el títol de Gran Mestre des de 1993.
Tot i que romangué pràcticament inactiu des de juliol de 2011 fins a la seva mort, a la llista d'Elo de la FIDE del novembre de 2015, hi tenia un Elo de 2532 punts, cosa que el feia el jugador número 16 d'Armènia. El seu màxim Elo va ser de 2606 punts, a la llista de gener de 2000 (posició 79 al rànquing mundial).
|  |

## Títols
Va obtenir el títol de Mestre Internacional el 1988, i el de Gran Mestre el 1993. El 2010, va ser nomenat entrenador de l'equip nacional femení d'Armènia.

## Resultats destacats en competició
Anastassian ha estat 8 cops Campió d'Armènia els anys 1983, 1985 (ex aequo amb Artaixès Minassian), 1986, 1987, 1988, 1992, 1994, i 2005. Va participar en el cicle del Campionat del món de la FIDE de 2002, on tingué una bona actuació abans de ser eliminat en tercera ronda per Predrag Nikolić. Posteriorment, va participar en el cicle del Campionat del món de la FIDE de 2004, on tingué una actuació semblant i fou eliminat en tercera ronda per Aleksandr Beliavski.
El 2005 fou segon al fort Torneig A de Nagorno-Karabakh, un torneig de Categoria XVII celebrat a Stepanakert, rere Levon Aronian. L'abril de 2005 empatà al segon lloc a l'Obert de Dubai, amb nou altres escaquistes (el campió fou Wang Hao).
El 2007, empatà al primer lloc amb Bassem Amin al Festival d'escacs d'Abu Dhabi.
El 2009 fou tercer al Festival d'escacs d'Abu Dhabi (el campió fou Aleksei Aleksàndrov).

## Partides notables
- Aixot Anastassian vs. Serguei Tiviàkov, Campionat d'Europa d'escacs individual (Batumi, 1999),[15] 1.d4 Cf6 2.Ag5 d5 3.e3 c5 4.Axf6 gxf6 5.c4 cxd4 6.exd4 Ag7 7.Cc3 dxc4 8.Axc4 0-0 9.Cge2 Cc6 10.d5 Ce5 11.Ab3 f5 12.0-0 Dd6 13.Cd4 Cg4 14.Cf3 Ad7 15.h3 Ce5 16.Te1 Cg6 17.Dd2 b5 18.Ce2 a5 19.Tad1 a4 20.Ac2 Tfc8 21.Cg3 Axb2 22.Axf5 Ac3 23.Dh6 Axf5 24.Cxf5 Df6 25.g4 Axe1 26.Txe1 Ta7 27.Cg5 Dh8 28.Dh5 Tf8 29.Ch6+ Rg7 30.Cf3 Td8 31.Cd4 Tad7 32.Chf5+ Rg8 33.Cc6 Dc3 34.Te3 Da1+ 35.Rh2 Te8 36.Dh6 Df6 37.h4 Rh8 38.h5 Txd5 39.Ccxe7 Tdd8 40.hxg6 fxg6 41.Dxh7+ Rxh7 42.Th3+ 1-0